# Murayama
Pour les articles homonymes, voir Murayama (homonymie).
Murayama (村山市, Murayama-shi, littéralement « village de montagne ») est une ville de la préfecture de Yamagata, dans le nord de l'île de Honshū, au Japon.

## Géographie

### Situation
Murayama est située dans l'est de la préfecture de Yamagata.

### Démographie
Lors du recensement national de 2010, la population de Murayama s'élevait à 26 968 habitants, répartis sur une superficie de 196,83 km2 (densité de population de 137 hab./km2). En février 2022, elle était de 22 623 habitants.

### Hydrographie
Murayama est traversée par le fleuve Mogami.

## Culture locale et patrimoine
- Musée Mogami Tokunai

## Transports
La ville est desservie par la ligne Shinkansen Yamagata à la gare de Murayama, ainsi que par la ligne principale Ōu de la JR East.

## Jumelage
- Iakoutsk (Russie)